# Dicranomyia kamakensis
Dicranomyia kamakensis är en tvåvingeart som beskrevs av Starý 1993. Dicranomyia kamakensis ingår i släktet Dicranomyia och familjen småharkrankar. Inga underarter finns listade i Catalogue of Life.